# ليغو وورلد
ليڠو وورلد (بالإنجليزية: Lego World)‏، هي لعبة فيديو من نوع عالم مفتوح وساند بوكس صدرت في 7 مارس 2017 على أجهزة مايكروسوفت ويندوز، بلاي ستيشن 4 وإكس بوكس ون وفي 8 سبتمبر 2017 على نينتندو سويتش   تحتوي على اللغة العربية.

## اللعب
هي لعبة ساند بوكس تسمح للاعبين ببناء عالم مكون من مكعبات ليغو. تتم مكافأة اللاعب على جمع الأشياء المنتشرة عبر الخريطة باستخدام «الأزرار»، وهي عملة داخل اللعبة. يمكن لللاعب البناء باستخدام العناصر التي واجهتها. يمكن للاعبين إنشاء عالمهم الخاص باستخدام هياكل ليغو المحددة مسبقًا أو استخدام «أداة تحرير حجر بحجر». مظاهر وأزياء اللاعبين قابلة للتخصيص في اللعبة. يمكن تعديل التضاريس والبيئة من خلال أدوات تنسيق الحدائق. تتوفر مجموعة متنوعة من المركبات، مثل المروحيات والمخلوقات في اللعبة. تمت إضافة خيار متعدد اللاعبين وميزات مشاركة العالم إلى اللعبة.

## التطوير
قبل الإصدار الرسمي للعبة، كان الأمر مزحة في الجزء الخلفي من دليل إنشاء مجموعة ليغو. تم الإعلان عنها رسمياً في 1 يونيو 2015 متزامنة مع الوصول المبكر أطلق ستيم لكي يسمح مجتمع الألعاب لتقديم للأستمرار في تحسينات المستمرة وتكامل المحتوى الإضافي بمرور الوقت.

## الأستقبال
كان الاستقبال إيجابيا بشكل عام، على الرغم من أن اللاعبين لديهم آراء مختطلة في بعض الحالات تم ترشيح اللعبة إلى «لعبة العائلة» في جائزة الأكاديمية البريطانية للألعاب الدورة الـ14